# Eloy Martín Barreto
Eloy Martín Barreto, más conocido como Eloy , (El Paso, 14 de noviembre de 1979) es un futbolista y político español. Desde 2013 hasta el 2018 jugó como centrocampista en la Sociedad Deportiva Tenisca. Desde el año 2023 es el alcalde del municipio de El Paso, en la isla de La Palma, por Coalición Canaria.

## Clubes
| Club                       | País   | Año       |
| -------------------------- | ------ | --------- |
| Atlético Paso              | España |           |
| Sociedad Deportiva Tenisca | España |           |
| UD Fuerteventura           | España | 2007-2008 |
| FC Cartagena               | España | 2008-2009 |
| Universidad de Las Palmas  | España | 2009-2011 |
| Club Deportivo Guijuelo    | España | 2011-2012 |
| Atlético Paso              | España | 2012-2013 |
| Sociedad Deportiva Tenisca | España | 2013-2014 |